# KRE-007
KRE-007은 한국항공우주연구원(KARI)이 개발한 우주발사체용 액체연료 로켓 엔진이다. 등유를 연료로 사용하며, 산화제는 액체산소를 사용한다.

## 설명
정부 주도로 2010년 3월부터 2015년 7월까지 5년간 7톤급 액체엔진을 개발하고 시험 설비를 구축했다. 한국형 발사체 3단에 사용된다.
2014년 3월 18일, 미래창조과학부는 한국형발사체 3단 엔진에 적용될 7톤 액체엔진 연소기 지상연소시험을 성공적으로 마쳤다고 밝혔다. 설계점 10초, 20초, 60초, 180초, 230초 총 5회 시험으로 누적시간으로 해당 엔진의 실제 사용 시간인 500초를 달성했다. 5회 시험 모두 안정적인 연소를 나타냈다.
우주발사체는 보통 2단, 3단 로켓으로 구성된다. 1단 로켓은 지상에서 고도 50 km 까지, 대기권을 뚫고 올라가는 역할을 한다. 2단 로켓은 대기권을 벗어나 공기밀도가 매우 낮은 곳에서 외기권까지 상승시킨다. 3단로켓은 지구와 평행하게 궤도를 변경하여 인공위성을 궤도에 안착시킨다. 요즘은 재점화가 가능한 엔진을 사용해, 3단이 아니라 2단으로 해결하는 것이 추세이며, 인공위성을 최종적으로 지구 궤도에 올려놓는 로켓을 킥모터(고체연료), 킥엔진(액체연료)라고 한다. KARI 7톤급 로켓엔진은 킥엔진이다. 재점화 기능은 없다.

## 시험시설
나로우주센터의 7톤급 엔진 연소 시험설비는 산화제 20 kg/s, 연료 10 kg/s까지 공급가능하며, 후류 냉각수 분사량은 최대 120 kg/s로 최대 추력 15톤, 연소시험은 최대 1000 초까지 엔진 시험이 가능한 시
험설비이다. KRE-010도 여기서 연소시험을 하고 있다.
실제 엔진시험 설비에는 엔진의 검증을 위해서 실제 임무 시간보다 2배까지 연소시험을 할 계획이다. 추력 7톤의 경우에는 750초~1000초까지, 추력 75톤의 경우는 280초까지 연소시험을 할 예정이다.

## 연표
- 2021년 10월 21일 - KSLV-II 누리호 1차 시험 발사
- 2022년 6월 21일 - KSLV-II 누리호 2차 시험 발사

## 같이 보기
- KARI 30톤급 로켓엔진
- KARI 75톤급 로켓엔진